# Handsjön (ort)
Handsjön är en ort i Rätans distrikt (Rätans socken) i Bergs kommun i Jämtland, Jämtlands län. Den räknades som småort 1990, men har därefter till 2015 haft färre än 50 invånare. Från 2015 klassas den som småort igen men avregistrerades 2020.
Bandet Takidas låt ”Handlake Village” handlar om byn. Sångaren Robert Pettersson har rötter i Handsjön. Även musikvideon är inspelat på plats i byn.